# タナグラの戦い (紀元前457年)
タナグラの戦い（タナグラのたたかい、英: Battle of Tanagra）は、第一次ペロポネソス戦争にて紀元前457年にアテナイおよびその同盟国とスパルタおよびその同盟国の間で戦われた会戦である。

## 背景
フォキスがボイオス、キュティニオン、ネソネオンなどの都市を含むドリスに侵攻した際、スパルタは同盟国であり、自分たちドリス人の故郷であるドリスを助けるために幼年のプレイストアナクス王の代わりにニコメデス率いるスパルタ人重装歩兵1500人とペロポネソスの10000人の同盟軍からなる軍を送った。彼らは成功裏にフォキスを屈服させ、征服地を手放す条約を結ばせた。
しかし、帰国にあたって海路を通ろうとすればクリサ湾でアテナイ艦隊の妨害に遭う恐れがあり、陸路を通ろうにもゲラネイア峠をアテナイによって押さえられていた。そこで彼らはボイオティアに留まって突破の方途を考えた後、タナグラへの進路をとった。それに対し、アテナイはアルゴス軍10000人とその他同盟軍と共に、総勢14000人で出撃した。

## 戦い
両軍はボイオティアのタナグラで矛を交えた。一日目はテッサリア騎兵の寝返りにもかかわらず、アテナイ・アルゴス軍は踏みとどまって戦い、双方多数の戦死者を出した。その夜、テッサリア軍の裏切りを知らぬアテナイの補給部隊がテッサリア軍の攻撃を受けたが、アテナイ軍、続いてスパルタ軍が救援に来て本格的な戦いになり、双方多数の戦死者を出した。ディオドロスによれば、双方が戦いの勝利を主張したというが、トゥキュディデスはスパルタ側の勝利だと述べている。その後スパルタとその同盟軍はメガラ、そしてゲラネイア峠を通って無事帰国した。

## その後
この戦いの62日後、アテナイはミュロニデスの指揮の下でボイオティアに侵攻した。彼らはオイノフュタの戦いでボイオティア軍を破り、ボイオティアを勢力下に置いた。

## 註
1. 1 2  トゥキュディデス, I. 107
2. ↑  ディオドロス, XI. 79
3. 1 2  ディオドロス, XI. 80
4. ↑  トゥキュディデス, I. 107-108
5. ↑  トゥキュディデス, I. 108